# MFK Majak Charków
Majak Charków (ukr. Міні-футбольний клуб «Маяк» Харків, Mini-Futbolnyj Kłub "Majak" Charkiw) – ukraiński klub futsalu, mający siedzibę w mieście Charków. W 1992 występował w rozgrywkach mistrzostw Ukrainy.

## Historia
Chronologia nazw:
- 1990: Majak Charków (ukr. «Маяк» Харків)
- 1992: klub rozwiązano

Klub futsalowy Majak Charków został założony w Charkowie w 1990 roku. Zespół startował w rozgrywkach o Pucharu Ukraińskiej SRR 1990, w których przegrał w półfinale z Mechanizatorem Dniepropetrowsk. W sezonie 1992 klub debiutował w nieoficjalnych rozgrywkach mistrzostw Ukrainy, zajmując 5.miejsce. Potem zrezygnował z dalszych występów i został rozwiązany. W 1993 roku powstał nowy klub Rita Charków, do którego przeszła większość zawodników wraz z trenerami.

## Sukcesy

### Trofea międzynarodowe
Nie uczestniczył w rozgrywkach europejskich (stan na 31-05-2019).

### Trofea krajowe
| \| \| Zdobyte trofea w rozgrywkach Ukrainy (stan na: 31-05-2019) \| |                                                            |      |                     |
| Rozgrywki                                                           | Osiągnięcie                                                | Razy | Sezon(y)            |
| · Mistrzostwo                                                       | I miejsce                                                  | 0    |                     |
| · Mistrzostwo                                                       | II miejsce                                                 | 0    |                     |
| · Mistrzostwo                                                       | III miejsce                                                | 0    |                     |
| · Mistrzostwo                                                       | 5.miejsce                                                  | 1    | 1992 (nieoficjalne) |
| Puchar                                                              | zdobywca                                                   | 0    |                     |
| Puchar                                                              | finalista                                                  | 0    |                     |
| Puchar                                                              | półfinalista                                               | 1    | 1990 (nieoficjalne) |
| II liga                                                             | I miejsce                                                  | 0    |                     |
| II liga                                                             | II miejsce                                                 | 0    |                     |
| II liga                                                             | III miejsce                                                | 0    |                     |
| Ukraina                                                             | Zdobyte trofea w rozgrywkach Ukrainy (stan na: 31-05-2019) |      |                     |

## Trenerzy
Ołeksandr Siry i  Ołeksandr Ruczynski (1990–1992)

## Stadion
Klub rozgrywał swoje mecze domowe w Hali SK Karazinski w Charkowie. Pojemność: 500 miejsc siedzących.